# Oršići
Oršići Slavetićki, hrvatska plemićka obitelj, prema predaji podrijetlom iz starih hrvatskih rodova Lapčana i Karinjana. U izvorima se prvi put spominju 1420. godine na području Unca. Postupno se uzdižući u plemićkoj hijerarhiji, stekli su godine 1675. barunstvo, a 1744. grofovstvo. Članovi obitelji vršili su visoke državne i vojne dužnosti, baveći se politikom, teologijom, kulturom, mecenatstvom i drugim djelatnostima.

## Obiteljska povijest
Oršići se u povijesnim izvorima prvi put spominju u jednoj ispravi iz Knina 1420. godine, iz koje proizlazi da potječu s područja Unca, u srednjovjekovnoj hrvatskoj županiji Pset. Kao Oršići od Udrinića (danas je to naselje Drinić, jugoistočno od Bosanskog Petrovca) navode se 1449. godine.
U 15. stoljeću, nakon pada Bosanskog Kraljevstva, sele se (između 1464-1472) pred turskim prodorima na sjeverozapad, u Goričku županiju, i tu stječu manje posjede (Orehovac, Dol, Lipovac). Godine 1487. kralj Matija Korvin darovao je Petru Oršiću posjed Slavetić, sjeverozapadno od Jastrebarskog, po kojem su se prozvali Oršići Slavetićki. Kasnije su stekli i druge posjede i dvorce, među kojima Gornju Stubicu, Gornju Bistru, Severin na Kupi i Jurketinec (Varaždinska županija).
U 17. stoljeću sva su se obiteljska imanja našla u rukama Matije Oršića (*oko 1600. – †1680.), sina Stjepanova, jedinog preostalog člana obitelji, koji je bio krajiški kapetan i svojim bogatstvom osigurao nasljednicima daljnji uspon, moć i društveni ugled.
Matijin sin Ivan Franjo (*1630. – †1686.), vicegeneral Karlovačkog generalata i od 1682. nasljedni veliki župan Modruške županije, nosio je naslov baruna, te priskrbio nova vlastelinstva svojoj obitelji (Bistra, Psarno, Gornja Stubica, Jakovlje). U Državnom arhivu postoji prijepis kraljevske darovnice kojom je 1682. godine dobio imanje Severin, a koje je ranije pripadalo Frankopanima, pa nakon toga Petru Zrinskom. Ivanovog sina Antuna (*1670 – †1706.), pukovnika habsburške vojske, zadesile su bračne nevolje (skandali, rastava), a unuka Bernarda III. (*1698 – †1725.) umorila je ljubomorna grofica Vojković.
Krsto II. Oršić (*1718 – †1782), sin Bernarda III. i Ane rođ. Patačić, ostavši bez oca još kao dijete, odrastao je uz majku, postavši kasnije podmaršal habsburške carske armije, veliki župan Zagrebačke županije i prisjednik Banskog stola, a 1744. godine, najviše zbog svojih vojnih zasluga, stekao je naslov grofa.
Najstariji Krstin sin Adam (*1748 – †1820.) bio je carsko-kraljevski komornik i kroničar svoje obitelji, napisavši memoare o obiteljskoj povijesti i rodoslovlju. Franjo (*1758 – †1807), jedan od najmlađih Krstinih sinova, bio je teolog i zagrebački kanonik. Adamov sin Juraj – Jurica (*1780 – †1847.), habsburški pukovnik, istaknuo se kao političar, veliki pristaša ilirskog preporoda i uvođenja hrvatskog narodnog jezika kao službenog (umjesto latinskog), te član vodstva Narodne stranke.
Od Ivana Nepomuka (*1752 – †1792), jednog od Krstinih sinova, te njegovih sinova Vilima, Ernesta, Karla i Augusta, potječu svi daljnji Oršići, čiji potomci danas žive u više zemalja svijeta.

## Galerija
| Antun Oršić (*1670 - †1706), sin Ivana Franje i djed Krsta II | Krsto II. Oršić (*1718 - †1782), unuk Antunov | Ivan Nepomuk Oršić (*1753 - †1792), sin Krsta II. | Juraj Oršić (*1780 - †1847), unuk Krste II. |